# José Manuel Rodríguez Ibáñez
José Manuel Rodríguez Ibáñez (20 maggio 1966) è un ex atleta paralimpico spagnolo non vedente, che ha gareggiato a livello internazionale in diverse specialità.

## Biografia
Ha gareggiato nella categoria dei ciechi assoluti (B1/T10/T11), praticando molte specialità dell'atletica leggera. Le sue principali affermazioni sono nel salto in lungo e soprattutto nel salto triplo, ma,nella sua prima paralimpiade, nel 1984 a New York, si è cimentato anche nel salto in alto, in una gara vinta allora dall'italiano Italo Sacchetto e che non si è più effettuata dopo il 1988.
Ha partecipato a sei edizioni dei Giochi paralimpici estivi e a molte altre manifestazioni internazionali con cadenza annuale per oltre vent'anni. Per i suoi meriti sportivi è stato insignito della Medaglia d'oro dell'Ordine reale del merito sportivo.

## Palmarès
| Anno | Manifestazione       | Sede                      | Evento             | Risultato | Prestazione | Note |
| ---- | -------------------- | ------------------------- | ------------------ | --------- | ----------- | ---- |
| 1984 | Giochi paralimpici   | New York Stoke Mandeville | Salto in alto B1   | 4º        | 1,34 m      |      |
| 1984 | Giochi paralimpici   | New York Stoke Mandeville | Salto triplo B1    | Argento   | 8,30 m      |      |
| 1985 | Europei IBSA         | Roma                      | Salto triplo B1    | Argento   |             |      |
| 1986 | Mondiali IBSA        | Göteborg                  | Salto triplo B1    | Argento   |             |      |
| 1987 | Europei IBSA         | Cadice                    | Salto triplo B1    | Oro       |             |      |
| 1988 | Giochi paralimpici   | Seul                      | Salto triplo B1    | Bronzo    | 8,81 m      |      |
| 1989 | Europei IBSA         | Zurigo                    | Salto triplo B1    | Argento   |             |      |
| 1990 | Mondiali IBSA        | Assen                     | Salto in lungo B1  | Argento   |             |      |
| 1990 | Mondiali IBSA        | Assen                     | Salto triplo B1    | Oro       |             |      |
| 1991 | Europei IBSA         | Caen                      | Salto in lungo B1  | Oro       |             |      |
| 1991 | Europei IBSA         | Caen                      | Salto triplo B1    | Oro       |             |      |
| 1991 | Europei IBSA         | Caen                      | Getto del peso B1  | Oro       |             |      |
| 1992 | Giochi paralimpici   | Barcellona                | 100 m piani B1     | Bronzo    | 11"94       |      |
| 1992 | Giochi paralimpici   | Barcellona                | Salto in lungo B1  | 6°        | 5,82 m      |      |
| 1992 | Giochi paralimpici   | Barcellona                | Salto triplo B1    | Oro       | 12,96 m     |      |
| 1993 | Europei IBSA         | Dublino                   | Salto in lungo B1  | Oro       |             |      |
| 1993 | Europei IBSA         | Dublino                   | Salto triplo B1    | Oro       |             |      |
| 1993 | Europei IBSA         | Dublino                   | Pentathlon B1      | Bronzo    |             |      |
| 1994 | Mondiali paralimpici | Berlino                   | Salto in lungo B1  | Argento   |             |      |
| 1994 | Mondiali paralimpici | Berlino                   | Salto triplo B1    | Oro       |             |      |
| 1995 | Europei IBSA         | Valencia                  | Salto in lungo B1  | Oro       |             |      |
| 1995 | Europei IBSA         | Valencia                  | Salto triplo B1    | Oro       | 12,82 m     |      |
| 1996 | Giochi paralimpici   | Atlanta                   | 100 m piani T10    | Argento   | 11"70       |      |
| 1996 | Giochi paralimpici   | Atlanta                   | Salto in lungo F10 | Oro       | 6,67 m      |      |
| 1996 | Giochi paralimpici   | Atlanta                   | Salto triplo F10   | Oro       | 12,93 m     |      |
| 1997 | Europei IBSA         | Riccione                  | 100 m piani T10    | Argento   | 11"70       |      |
| 1997 | Europei IBSA         | Riccione                  | Salto in lungo F10 | Oro       | 6,67 m      |      |
| 1997 | Europei IBSA         | Riccione                  | Salto triplo F10   | Oro       | 12,93 m     |      |
| 1998 | Mondiali IBSA        | Madrid                    | Salto in lungo F10 | Oro       | 6,40 m      |      |
| 1998 | Mondiali IBSA        | Madrid                    | Salto triplo F10   | Oro       | 13,47 m     |      |
| 2000 | Giochi paralimpici   | Sydney                    | Salto in lungo F11 | Argento   | 6,09 m      |      |
| 2000 | Giochi paralimpici   | Sydney                    | Salto triplo F11   | Oro       | 12,38 m     |      |
| 2002 | Mondiali paralimpici | Lilla                     | Salto in lungo F11 | 4º        | 6,10 m      |      |
| 2002 | Mondiali paralimpici | Lilla                     | Salto triplo F11   | 4º        | 12,19 m     |      |
| 2004 | Giochi paralimpici   | Atene                     | Salto in lungo F11 | 11º       | 5,62 m      |      |
| 2004 | Giochi paralimpici   | Atene                     | Salto triplo F11   | 6º        | 12,22 m     |      |
| 2003 | Mondiali IBSA        | Québec                    | Salto triplo F11   | Argento   | 12,27 m     |      |

## Altre competizioni internazionali
1999
- Oro ai Mondiali IAAF, gare dimostrative ( Siviglia), salto in lungo F10 - 6,19 m
- Oro ai Mondiali IAAF, gare dimostrative ( Siviglia), salto triplo F10 - 12,49 m